# DJ Luck & MC Neat
DJ Luck & MC Neat ist ein britisches UK Garage/2-Step-Duo, bestehend aus DJ Luck (Joel Samuels, DJ und Produzent) und MC Neat (Michael Rose, Sänger und Rapper).

## Hintergrund
Einen ersten Top-10-Erfolg hatte das Duo 1999 mit A Little Bit of Luck in Großbritannien, der im Jahr 2019 mit einer Goldenen Schallplatte ausgezeichnet wurde. Dies war einer der ersten 2 Step-Songs, der auch über die Underground-Szene des UK Garage hinaus Bedeutung hatte.
Zusammen mit JJ nahmen Luck & Neat unter anderem den Nummer-5-Hit Masterblaster 2000 (Original von Stevie Wonder) und mit Ain’t No Stoppin Us einen weiteren Top-10-Hit auf.
Luck & Neat gewannen den MOBO-Award 2000 in der Kategorie „Best Garage Single“ für Masterblaster 2000 und wurden in der Kategorie „Best British Newcomers RnB/Urban“ für einen BRIT-Award nominiert. Außerdem wurden sie für A Little Bit of Luck für den „Besten Garage Act 2000“ nominiert. 2002 erschien ihr Album It’s All Good.

## Diskografie (Auswahl)
Alben
- 2002: It’s All Good

Singles
- 1999: A Little Bit of Luck
- 2000: Masterblaster 2000
- 2000: Ain’t No Stoppin Us
- 2001: Piano Loco
- 2001: I’m All About You
- 2002: Irie
- 2004: Rise It Up
- 2006: It’s All About You

Mix-Alben
- 2000: DJ Luck & MC Neat Presents...
- 2001: DJ Luck & MC Neat Present... II
- 2001: DJ Luck & MC Neat Present... III